# Нукшоара де Сус (Прахова)
Нукшоара де Сус (рум. Nucșoara de Sus) насеље је у Румунији у округу Прахова у општини Посешти. Oпштина се налази на надморској висини од 500 m.

## Становништво
Према подацима из 2002. године у насељу је живело 755 становника, од којих су сви румунске националности.